# Boddington (Northamptonshire)
Boddington – wieś w Anglii, w hrabstwie Northamptonshire, w dystrykcie (unitary authority) West Northamptonshire. Leży 30 km na zachód od miasta Northampton i 110 km na północny zachód od Londynu. W 2010 miejscowość liczyła 700 mieszkańców.